# التصون
التصون وهو يستخدم للدلالة على معنيين: إلى سلوك اجتماعي وإلى مبدأ كلاسيكي في علم البلاغة والشعر والنظرية المسرحية اللاتينية.
فأما في السلوك الاجتماعي، فهو بحسب الجاحظ التحلي بضبط النفس والترفع عن كل ما يخدش الحياء والمروءة في القول والفعل والمعاملات، وذلك بتجنب التبذل والابتذال في الكلام والسلوك، والابتعاد عن أماكن الشبهات ومخالطة السفهاء، والاجتناب عن المعايش الدنيئة ومسألة اللئام، مع الحفاظ على الوقار والتواضع في التعامل مع الآخرين. 

## السلوك الاجتماعي
يحدد التصون الاجتماعي السلوك الاجتماعي اللائق والكياسة، وبالتالي يرتبط بمفاهيم الأدب، والنزاهة، والإتيكيت، والرقة، والأخلاق، والاحترام، واللياقة. إن مبادئ التصون الاجتماعي كما نفهمها، بوصفها الحفاظ على المظهر الخارجي اللائق، وضعها عن وعي اللورد تشيسترفيلد، الذي كان يبحث عن ترجمة لكلمة "les moeurs" الفرنسية: "الأخلاق قليلة جدًا، والفضائل كثيرة جدًا." نجت كلمة التصون في شكل تشيسترفيلد المختزل بشدة كعنصر من عناصر الإتيكيت: الحدود المقررة للسلوك الاجتماعي اللائق في موقف معين. يعود استخدام هذه الكلمة بهذا المعنى إلى القرن السادس عشر، حيث حددت الحدود الموضوعة في الدراما والأدب، واستخدمها روجر أشام في كتابه "المعلم" (1570) وتردد صداها في خطاب مالبوليو في مسرحية "الليلة الثانية عشرة": "يا سادتي، هل أنتم مجانين أم ماذا؟ أليس لديكم فطنة ولا أخلاق ولا نزاهة، حتى تثرثروا مثل صانعي القدور في هذا الوقت من الليل؟... ألا يوجد احترام للأشخاص أو المكان أو الزمان لديكم؟"
لا يزال مكان التصون في قاعة المحكمة، ونوع الحجة التي تقع ضمن الحدود، ذا صلة: كان تصون الحجة موضوعًا متكررًا خلال محاكمة أو. جيه. سيمبسون. خلال مؤتمرات نموذج الأمم المتحدة، قد يضطر الرئيس المحترم إلى الإعلان: "تصون أيها المندوبون!" إذا لم يلتزم المندوبون بالإجراءات البرلمانية التي تمليها القواعد. يحدث هذا غالبًا إذا تحدث مندوب خارج دوره أو إذا كانت البعثة مُخلّة بالنظام.

## في البلاغة والشعر اللاتيني
في علم البلاغة الكلاسيكي والنظرية الشعرية اللاتيني، يشير التصون (باللاتينية: Decorum) (من اللاتينية: "rectum, proprium" وتعني: "صحيح، ملائم") إلى ملاءمة الأسلوب للموضوع. ناقش كل من أرسطو (في كتابه "فن الشعر" على سبيل المثال) وهوراس (في كتابه "فن الشعر") أهمية الأسلوب المناسب في الملحمة والتراجيديا والكوميديا وغيرها. يقول هوراس على سبيل المثال: "إن الموضوع الكوميدي لا يقبل المعالجة بأسلوب تراجيدي، وبالمثل، لا يمكن وصف مأدبة ثيستس بشكل مناسب بأسلوب الحياة اليومية أو بالأسلوب الذي يقترب من نبرة الكوميديا. فليحتفظ كل من هذين الأسلوبين بالدور المخصص له بشكل صحيح."
قسّم البلاغيون الهلنستيون واللاتينيون الأسلوب إلى الأسلوب الرفيع والأسلوب المتوسط والأسلوب المنخفض (أو البسيط). واعتُبرت أنواع معينة من المفردات والصياغة مناسبة لكل سجل أسلوبي. وُضع نقاش حول هذا التقسيم للأساليب في كتاب "الخطابة إلى هيرينيوس" المنسوب زيفًا إلى شيشرون. واستنادًا إلى المسيرة الأدبية الثلاثية لفيرجيل (الراعيات، والزراعيات، والإنيادة)، غالبًا ما ربط المنظرون القدماء والوسيطون وعصر النهضة كل أسلوب بنوع أدبي محدد: الملحمة (الأسلوب الرفيع)، التعليمي (الأسلوب المتوسط)، والرعوي (الأسلوب البسيط). في العصور الوسطى، عُرف هذا المفهوم باسم "عجلة فرجيل".
بالنسبة لأنصار نقاء الأسلوب، كان يُعتبر مزج الأساليب داخل العمل غير لائق، وكان الاستخدام المتسق للأسلوب الرفيع إلزاميًا في الملحمة. ومع ذلك، كان التنوع الأسلوبي سمة مميزة للملحمة الكلاسيكية (كما هو واضح في تضمين المشاهد الكوميدية و/أو الإباحية في ملاحم فيرجيل أو هوميروس).
عادةً ما عبّر الشعر، ربما أكثر من أي شكل أدبي آخر، عن كلمات أو عبارات لم تكن شائعة في المحادثة العادية، والتي تميزت بأنها لغة شعرية. ومع وصول المسيحية، تشابكت مفاهيم التصون مع مفاهيم المقدس والمدنس بطريقة مختلفة عما كانت عليه في الديانات الكلاسيكية السابقة. على الرغم من أنه في العصور الوسطى، غالبًا ما عولجت الموضوعات الدينية بروح فكاهية واسعة بأسلوب "منخفض"، خاصة في الدراما في القرون الوسطى، إلا أن الكنائس راقبت بعناية المعالجة في الأشكال الفنية الأكثر ديمومة، وأصرت على أسلوب "رفيع" متسق. بحلول عصر النهضة، اعتُبر مزيج الأساطير الكلاسيكية التي أُعيد إحياؤها والموضوعات المسيحية أيضًا يندرج تحت عنوان التصون، وكذلك الاتجاه السائد في مزج الموضوعات الدينية في الفن مع اللوحات النوعية الحيوية أو تصوير الشخصيات العصرية. حظر مجمع ترنت الكاثوليكي تحديدًا، من بين أمور أخرى، "غير اللائق" في الفن الديني.
تعرضت مفاهيم التصون، التي اعتُبرت بشكل متزايد خانقة ومثبطة للإبداع، لهجوم وتفكيك عنيفين من قبل كتاب الحركة الحداثية، مما أدى إلى أن توقعات القراء لم تعد تستند إلى التصون، ونتيجة لذلك، فقدت انتهاكات التصون التي تكمن وراء فكاهة التهكم البطولي، والمهزلة الأدبية، وحتى الشعور بالابتذال، حدتها لدى قارئ القرن العشرين.